# Lavino jezero
Lavino jezero je velika količina staljene lave, po navadi bazaltne, vsebovane v vulkanskem žrelu, kraterju ali široki depresiji. Izraz se uporablja za opis obeh: jezera lave, ki je v celoti ali delno staljena in tiste, ki je strjena (včasih se omenja tudi kot zamrznjeno jezero lave).

## Oblike
Lavino jezero se lahko oblikujejo na tri načine :
- iz enega ali več odprtin v kraterju, ko izbruhne dovolj lave, da delno napolni krater;
- ko se lava vlije v krater ali široko depresijo in delno napolni krater;
- na vrhu novega oddušnika, ki neprestano bruha lavo nekaj tednov ali več in počasi gradi krater, ki je postopoma višji od okolice.

### Vedenje
Lavina jezera se pojavljajo v različnih vulkanskih sistemih, od bazaltnega jezera Erta Ale v Etiopiji in bazaltno-andezitskega vulkana Villarrica v Čilu, do edinstvenega fonolitskega lavinega jezera na Mt. Erebusu na Antarktiki. Opazili so, da lavina jezera kažejo vrsto vedenj. Med nenehnim opazovanjem so opazili "nenehno krožno, navidezno stabilno" lavino jezero med izbruhom Maunu Uluu 1969–1971 na  Kilauei na Havajih. V nasprotju s tem je lavino jezero v Pu'u 'O'o izbruhu Kilauee v letih 1983–1984 pokazalo ciklično obnašanje s časom 5–20 minut; plin "je prebodel površino" jezera in lava se je pred začetkom nove faze dejavnosti jezera spustila nazaj po kanalu .
Na opazovano obnašanje vplivajo kombinirani učinki tlaka v rezervoarju, raztapljanje in dekompresija plinskih mehurčkov v ceveh in potencialno izločanje mehurčkov v rezervoarju magme. Na to se nanaša učinek mehurčkov, ki se dvigajo skozi tekočino in koalescenca mehurčkov v vodi. Medsebojno vplivanje teh učinkov lahko ustvari stacionarno stanje recirkulacijskega jezera ali jezero, ki se občasno dvigne in nato upade. 

## Znani primeri
Trajna lavina jezera so redka pojavnost. Le nekaj vulkanov je v zadnjih desetletjih gostilo obstojna ali skoraj obstojna lavina jezera:
- Erta Ale [5], Etiopija
- Ambrym, Vanuatu
- Mount Yasur, Vanuatu
- Mount Erebus [6], otok Ross, Antarktika
- Kīlauea, Veliki otok, Havaji
- Nyiragongo, Demokratična republika Kongo
- vulkan Masaya, Nikaragva

Kilauea je imela dve trdovratni lavini jezeri: eno v votlini Halemaʻumaʻu v notranjosti vrha in drugo v Puʻu ʻōōō stožcu, ki je na vzhodnem razcepu vulkana. Maja 2018 sta obe lavini jezeri izginili zaradi povečane aktivnosti v vzhodnem razpotju Kilauee. Vendar pa je Hawaiian Volcano Observatorij prepričan, da se bo jezero Halemaʻumaʻu sčasoma vrnilo. 
Lavino jezero Nyiragongo je bilo običajno največje in najobsežnejše v novejši zgodovini, ki je leta 1982 doseglo 700 metrov, čeprav naj bi Masaya v času španskih osvajanj leta 1670 gostila še večje lavino jezero, široko 1000 metrov. Jezero lave na Masayi se je vrnilo januarja 2016. 
Poleg omenjenih obstojnih lavinih jezer so opazili tudi določeno število pojavov začasnih jezer lave (včasih imenovanih lavini ribniki ali bazeni lave, odvisno od njihove velikosti in narave), ki so navedeni v naslednji tabeli).

## Seznam vulkanov s sedanjim ali preteklim lavinim jezerom
| Vulkan | Lega                                                         |
| Stalna ali skoraj obstojna jezera lave v zadnjih desetletjih | Stalna ali skoraj obstojna jezera lave v zadnjih desetletjih |
| --- | ------------------------------------------------------------ |
| Erta Ale | Etiopija                                                     |
| Mount Erebus | Rossov otok, Antarktika                                      |
| Kīlauea krater Halemaʻumaʻu | Havaji, Veliki otok)                                         |
| Mount Yasur | otok Tanna, Vanuatu                                          |
| Nyiragongo (največje v preteklem stoletju) | Demokratična republika Kongo                                 |
| Ambrym(dve lavini jezeri v obeh krakih Benbow in Marum od okrog leta 1991) | otok Ambrym, Vanuatu                                         |
| Nedavna občasna aktivnost lavinega jezera |                                                              |
| vulkan Masaya | Nikaragva                                                    |
| vulkan Villarrica | Čile                                                         |
| Karthala | Grande Comore, Komori                                        |
| Piton de la Fournaise (small temporary lava pond in Dolomieu crater) | Réunion                                                      |
| Ol Doinyo Lengai (only active volcano in the world emitting carbonatite lava) | Tanzanija                                                    |
| vulkan Turrialba (majhno jezero) | Kostarika                                                    |
| Nepotrjena aktivnost lava jezera |                                                              |
| Telica (possibly in 1971 and 1999–2000) | Nikaragva                                                    |
| Tungurahua (morda leta 1999) | Ekvador                                                      |
| Tofua (morda 2004 in 2006) | otok Tofua, Tonga                                            |
| Nabro (morda 2012) | Eritreja                                                     |
| Dejavnost lavinega jezera, ki jo predlagajo satelitski podatki daljinskega zaznavanja                                                                                             |                                                              |
| Mount Michael | otok Saunders, Južni Sandwichevi otoki                       |
| Mount Belinda | otok Montagu, Južni Sandwichevi otoki                        |
| Mawson Peak | Otok Heard                                                   |
| Pretekla dejavnost lavinega jezera (zgodovinski čas) |                                                              |
| Kīlauea krater Puʻu ʻŌʻō (1983-2018, propadel med izbruhom Pune leta 2018) | Havaji (Veliki otok)                                         |
| Mount Matavanu (med izbruhom 1905–1911) | otok Savai'i, Samoa                                          |
| Nyamuragira (jezero lave, ki je znotraj kaldere na vrhu, prvič potrjeno leta 1921, izsušeno leta 1938, in začasni ribnik lave v stožcu Kituro na SZ boku, med izbruhom leta 1948) | Demokratična republika Kongo]]                               |
| Capelinhos (v 1958, surtsejski tip erupcije) | Faial, Azori                                                 |
| Surtsey (v 1964, med izbruhom 1963–67 kar je pripeljalo do oblikovanja otoka) | Islandija                                                    |
| Tolbachik, del vulkanskega kompleksa Klyuchevskaya Sopka (zadnje opazovanje dejavnosti lavinega jezera 1964)                                                                      | Kamčatka, Rusija                                             |
| Etna (v 1974) | Sicilija, Italija                                            |
| Vezuv (leta 79) | Kampanija, Italija                                           |
| Ardoukôba (leta 1978) | Džibuti                                                      |
| Mount Mihara (leta 1986) | Izu Ōshima, Japonska                                         |
| Stromboli (leta 1986 in 1989) | Eolsko otočje, Italija                                       |
| La Cumbre (in 1995) | Fernandina, Galapaški otoki                                  |
| Pacaya (leta 2000 in 2001) | Gvatemala                                                    |
| Dejavnost lavinega jezera na drugih planetarnih telesih |                                                              |
| Loki Patera | Io                                                           |
| Janus Patera | Io                                                           |
| Pele | Io                                                           |